# Harold Dillon, 17. Viscount Dillon

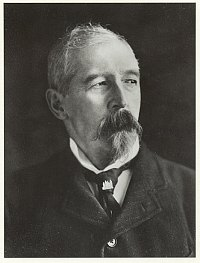
Harold Dillon, 17. Viscount Dillon (1844–1932)

Harold Arthur Lee-Dillon, 17. Viscount Dillon (* 24. Januar 1844 in London; † 18. Dezember 1932 in Charlbury, Oxfordshire) war ein britischer Waffenkundler und Kurator der Royal Armouries.

## Leben und Wirken
Dillon war der ältere Sohn des Arthur Dillon, 16. Viscount Dillon (1812–1892) und der Ellen Adderly (1809–1896). Er erhielt seine Schulbildung auf einer Privatschule in Eltham. Er studierte an der University of Oxford und der Universität Bonn. 1862 trat er als Ensign der Prince Consort’s Own Rifle Brigade in die British Army ein. 1866 wurde er zum Lieutenant befördert. Er diente in Indien sowie in Kanada während des Fenian-Aufstandes in den Jahren 1868–1871. Er verließ die reguläre Armee im Jahre 1874 und wurde Reserveoffizier als Captain des Miliz-Regiments Oxfordshire Light Infantry. 1885 wurde er zum Major befördert und schied 1891 aus dem Armeedienst aus. 1892 erbte er beim Tod seines Vaters den irischen Adelstitel Viscount Dillon.
Nach dem Verlassen der regulären Armee interessierte er sich zunehmend für historische Waffen und Rüstungen sowie mittelalterliche Bekleidung. Er zeichnete hunderte von Detailskizzen zu diesen Themen aus Büchern und Gemälden nach. Ebenso kurz nach dem Verlassen der regulären Armee erschien seine erste Publikation über Steinwerkzeuge welche nahe seinem Heimatort Ditchley in Oxfordshire gefunden wurden. Es folgen viele Artikel über Waffen und militärische Geschichte in wissenschaftlichen Fachzeitschriften wie The Archaeological Journal, Archaeologia, The Antiquary und The United Service Journal And Naval And Military Magazine. Seine erste große Unternehmung war die, im Jahre 1885 erschienene, überarbeitete Edition von Frederick William Fairholt Costume in England. Er publizierte manchmal unter dem Pseudonym Armadillo (deutsch: Gürteltier).
Seit 1892 diente Dillon den Royal Armouries als wissenschaftlicher Berater und wurde 1895 zu dessen Kurator ernannt. Davor lag die Verantwortlichkeit bei der Verwaltung des War Office, die sich nur bedingt für die historischen Bestände interessierte. Als Kurator konnte er fehlerhafte Beschreibungen der Exponate und falsch zusammengesetzte Rüstungen korrigieren. Bei seinen Untersuchungen entdeckte er wertvolle Details über die Herstellung und Gebrauch von Waffen und Rüstungen. Im Jahre 1910 erschien Dillons Museumsführer „Illustrated Guide to the Armouries“ in Zusammenhang mit der Neuorganisation der Ausstellung.
Dillon sah seine Hauptaufgabe darin, eine geschlossene Sammlung zu erhalten und erforschen. Er fügte nur wenige neue Stücke der Sammlung hinzu. Er war der Ansicht, dass wenn er in Verantwortung über eine staatliche Sammlung war, dann sollte er kein Sammler sein. Bereits 1909 erwog Dillon in den Ruhestand zu gehen, er tat es schließlich erst 1912 und übergab die Royal Armouries an Charles ffoulkes.
Dillon bekam von der University of Oxford die Ehrendoktorwürde verliehen; 1921 wurde er in den Order of the Companions of Honour aufgenommen.
Dillon nahm verschiedene Nebenämter wahr. Er war unter anderem Treuhänder des British Museum, Mitglied der königlichen Kommission zu Westminster Abbey, Präsident des Royal Archaeological Institute, Vorsitzender des Kuratoriums der National Portrait Gallery, Fellow der British Academy und Mitglied der Royal Academy of Arts.
1870 hatte er in Ottawa Julia Stanton in erster Ehe geheiratet, aus der ein Sohn, Henry Lee Stanton Lee-Dillon (1874–1923), hervorging. 1926 heiratete er in zweiter Ehe Margaret Louisa Everard ffolkes. Harold Dillon errang bei den Olympischen Spielen 1900 in der Disziplin Vorführen von Reitpferden (Mixed Hacks And Hunter Combined) einen 10. Platz.
Da er seinen einzigen Sohn Henry überlebte und dieser keine männlichen Nachkommen hinterließ, fiel sein Adelstitel 1932 an seinen Neffen Major Arthur Henry Dillon (1875–1934), High Sheriff of Oxfordshire.

## Veröffentlichungen (Auswahl)
- Costume in England. A history of dress to the end of the eighteenth century. 4. Ausgabe, 1896 Band 1, Band 2
- Souvenir album of the Tower of London. 1910 online im Internet Archive